# Odon de Fezensac
Odon de Fezensac, dit Falta est un comte de Fezensac de 965 à sa mort, survenue avant 985.

## Biographie
Vers 965, il partage les territoires de son père avec ses frères et hérite d'une partie du Fezensac, tandis que Bernard Ier hérite de l'Armagnac et Frédelon du Gaure.
Il passe ses premières années en pillage et violences envers l'église et reçut le surnom de Falta qui signifie “le fou” ou “l'Insensé”. L'âge venant ainsi que la culpabilité, il se rachète et effectue plusieurs donations. Il se déplace également en Navarre pour installer un évêque et soutenir les chrétiens espagnols soumis aux incursions des Arabes,.
D'une épouse dont l'histoire n'a pas transmis le nom, il laisse un fils Bernard Odon qui lui succède.